# 1957年安德烈亞諾夫群島大地震
1957年安德烈亞諾夫群島大地震在1957年3月9日發生，震央位於在美國阿拉斯加的安德烈亞諾夫群島以南，座標51°30′N 175°42′W / 51.500°N 175.700°W，面波震級為8.3Ms，矩震級為8.6Mw。地震也破壞了島上的設施，高度為16公尺的巨大海嘯趨向夏威夷，睡火山弗谢维多夫火山（Mount Vsevidof）爆發。
直到2009年，這場地震是美國第四大規模的地震。

## 外部連結
- USGS Earthquake Hazards Program - Andreanof Islands, Alaska, Magnitude 8.6
- Tsunami! - 1957 Aleutian tsunami（页面存档备份，存于）